# Referendum in Islanda del 1908
Il referendum in Islanda del 1908 si tenne il 10 settembre, in concomitanza con le elezioni parlamentari. In questo primo referendum organizzato nel Paese, venne chiesto agli elettori se approvassero il divieto di importazione di alcolici.
Il proibizionismo fu approvato dal 60,1% dei votanti, ma fu poi ribaltato da un secondo referendum nel 1933.

## Risultati
| Scelta                                  | voti   | %     |
| --------------------------------------- | ------ | ----- |
| Sì                                      | 4,850  | 59.35 |
| No                                      | 3.218  | 40.65 |
| Schede bianche/nulle                    | 640    | –     |
| Totale                                  | 8.728  | 100   |
| Elettori registrati/affluenza alle urne | 11.726 | 74.43 |
| Fonte: Democrazia Diretta               |        |       |